# Lubbock County
Das Lubbock County ist ein County im Bundesstaat Texas der Vereinigten Staaten. Das U.S. Census Bureau hat bei der Volkszählung 2020 eine Einwohnerzahl von 310.639 ermittelt. Der Sitz der County-Verwaltung (County Seat) befindet sich in Lubbock. Das County gehört zu den Dry Countys, was bedeutet, dass der Verkauf von Alkohol eingeschränkt oder verboten ist.

## Geographie
Das County liegt im Nordwesten von Texas, etwa 80 km östlich der Grenze zu New Mexico und hat eine Fläche von 2333 Quadratkilometern, wovon 3 Quadratkilometer Wasserfläche sind. Es grenzt im Uhrzeigersinn an folgende Countys: Hale County, Crosby County, Lynn County und Hockley County.

## Geschichte
Lubbock County wurde am 21. August 1876 aus Teilen des Bexar County gebildet. Die Verwaltungsorganisation wurde am 10. März 1891 abgeschlossen. Benannt wurde es nach Thomas Saltus Lubbock (1817–1862), der im texanischen Unabhängigkeitskrieg sowie als starker Anhänger der Sezession als Oberstleutnant in der Konföderierten Armee während des Amerikanischen Bürgerkriegs kämpfte.

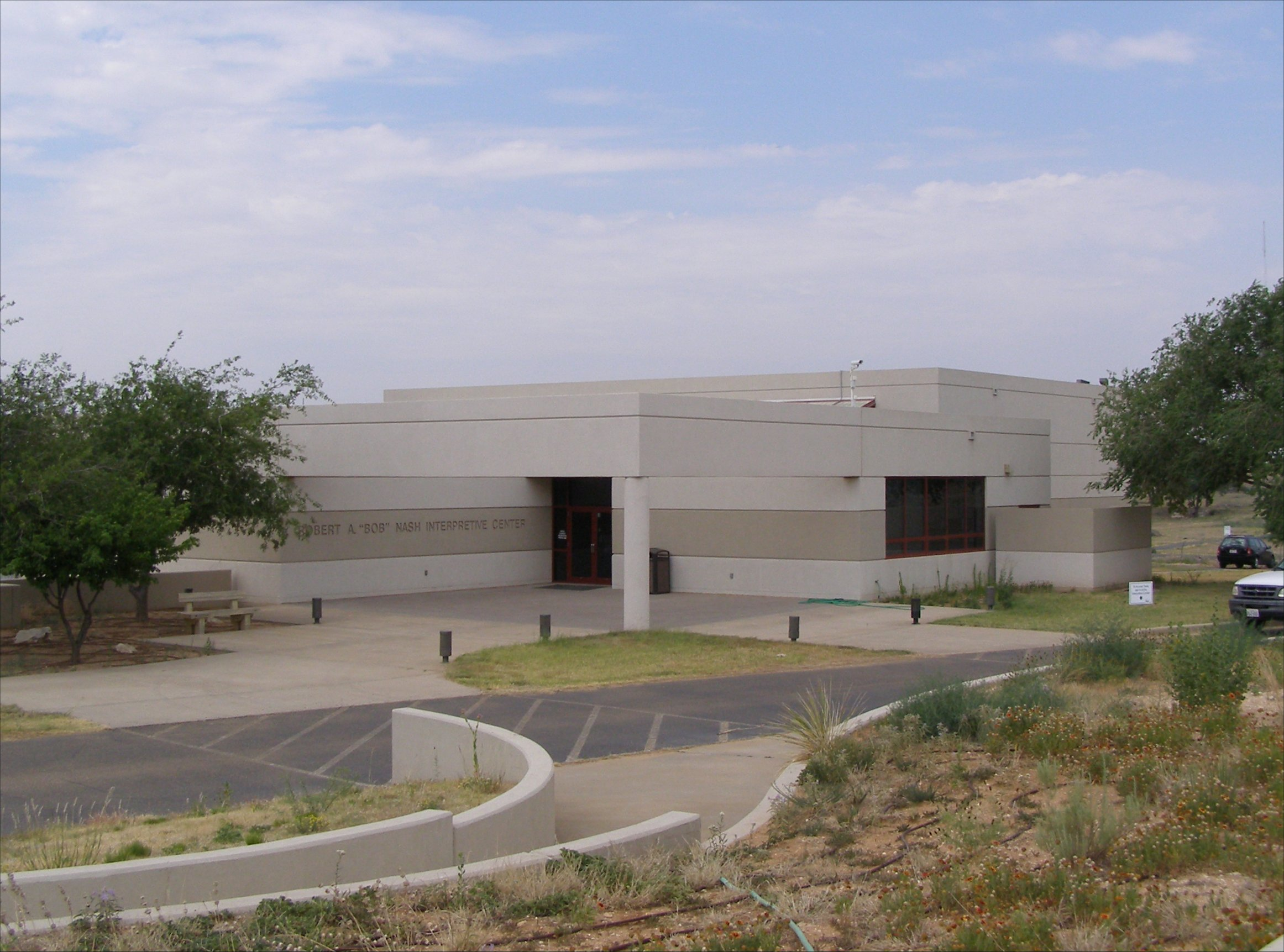
Besucherzentrum Lubbock Lake Site (2006)

17 Bauwerke, Stätten und Bezirke im County sind im National Register of Historic Places („Nationales Verzeichnis historischer Orte“; NRHP) eingetragen (Stand 27. November 2021), wobei die Lubbock Lake Site den Status eines National Historic Landmarks („Nationales historisches Wahrzeichen“) hat.

## Demografische Daten

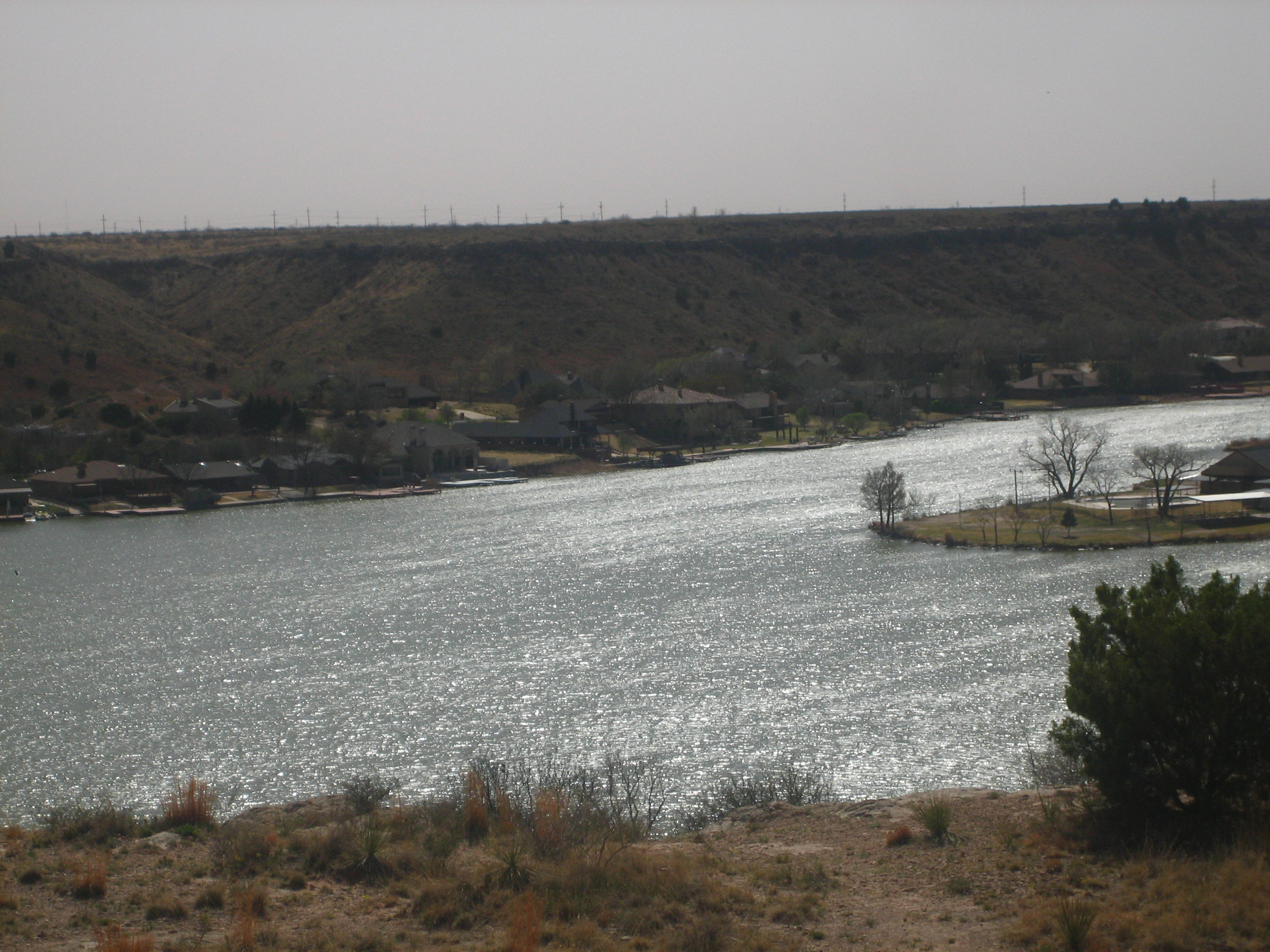
Der Ransom Canyon Lake

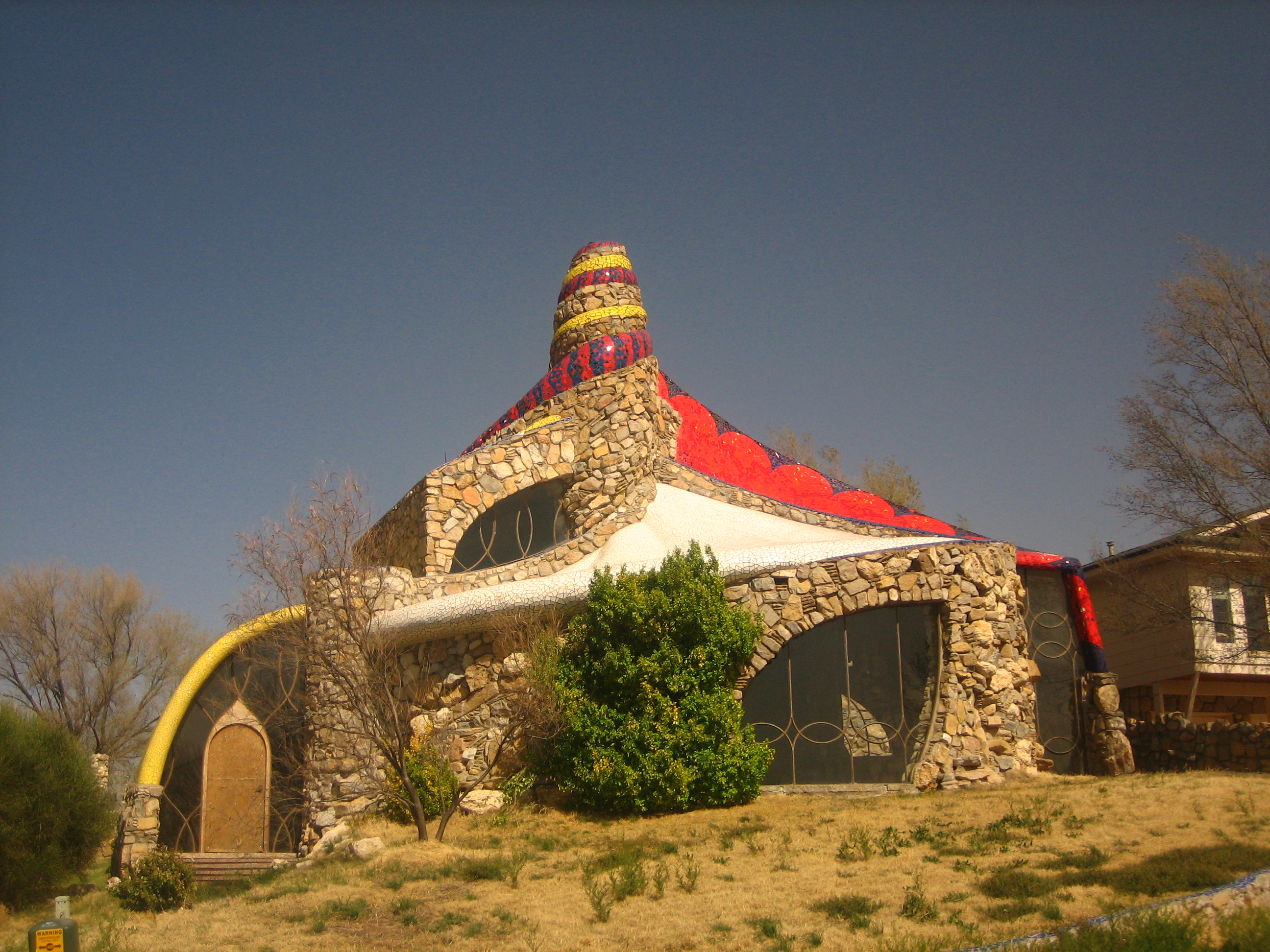
Das Lawson Castle in Ransom Canyon

Nach der Volkszählung im Jahr 2000 lebten im Lubbock County 242.628 Menschen in 92.516 Haushalten und 60.135 Familien. Die Bevölkerungsdichte betrug 104 Einwohner pro Quadratkilometer. Ethnisch betrachtet setzte sich die Bevölkerung zusammen aus 74,30 Prozent Weißen, 7,67 Prozent Afroamerikanern, 0,59 Prozent amerikanischen Ureinwohnern, 1,31 Prozent Asiaten, 0,04 Prozent Bewohnern aus dem pazifischen Inselraum und 14,15 Prozent aus anderen ethnischen Gruppen; 1,96 Prozent stammten von zwei oder mehr Ethnien ab. 27,45 Prozent der Einwohner waren spanischer oder lateinamerikanischer Abstammung.
Von den 92.516 Haushalten hatten 31,7 Prozent Kinder oder Jugendliche, die mit ihnen zusammen lebten. 48,2 Prozent waren verheiratete, zusammenlebende Paare 12,6 Prozent waren allein erziehende Mütter und 35,0 Prozent waren keine Familien. 26,9 Prozent waren Singlehaushalte und in 7,9 Prozent lebten Menschen im Alter von 65 Jahren oder darüber. Die durchschnittliche Haushaltsgröße betrug 2,52 und die durchschnittliche Familiengröße betrug 3,10 Personen.
25,7 Prozent der Bevölkerung war unter 18 Jahre alt, 16,3 Prozent zwischen 18 und 24, 27,9 Prozent zwischen 25 und 44, 19,2 Prozent zwischen 45 und 64 und 11,0 Prozent waren 65 Jahre alt oder älter. Das Medianalter betrug 30 Jahre. Auf 100 weibliche Personen kamen 95,8 männliche Personen und auf 100 Frauen im Alter von 18 Jahren oder darüber kamen 92,6 Männer.

Das jährliche Durchschnittseinkommen eines Haushalts betrug 32.198 USD, das Durchschnittseinkommen einer Familie betrug 41.067 USD. Männer hatten ein Durchschnittseinkommen von 29.961 USD, Frauen 21.591 USD. Das Prokopfeinkommen betrug 17.323 USD. 12,0 Prozent der Familien und 17,8 Prozent der Einwohner lebten unterhalb der Armutsgrenze.

## Städte und Gemeinden
- Abernathy
- Acuff
- Becton
- Broadview
- Buffalo Springs
- Burris
- Canyon (Lubbock County)
- Carlisle
- Doud
- Estacado
- Heckville
- Hurlwood
- Idalou
- Kitalou
- Liberty
- Lubbock
- Midway
- New Deal
- Posey
- Ransom Canyon
- Reese Village
- Roosevelt
- Shallowater
- Slaton
- Slide
- Union
- West Carlisle
- West End Place
- Wolfforth
- Woodrow